# Флорес, Андрес
Андрес Александер Флорес Мехия (исп. Andrés Alexander Flores Mejía; род. 31 августа 1990, Сан-Сальвадор, Сальвадор) — сальвадорский футболист, полузащитник. Выступал за сборную Сальвадора.

## Клубная карьера
Флорес — воспитанник аргентинского клуба «Ривер Плейт». В 2009 году Андрес вернулся на родину, где начал выступать за «Исидро Метапан». Он помог клубу четыре раза выиграть чемпионат. Летом 2012 года Флорес на правах аренды перешёл в датский «Виборг». 16 сентября в матче против «Академиск» он дебютировал в Первой лиге Дании. 18 июля 2014 года Андрес вновь был отдан в аренду, его новым клубом стал американский «Нью-Йорк Космос». 3 августа в матче против «Каролина Рэйлхокс» он дебютировал в NASL. Через неделю в поединке против «Атланта Силвербэкс» Андрес забил свой первый гол за «Нью-Йорк Космос». 19 декабря «Космос» выкупил трансфер Флореса у «Исидро Метапан», подписав с ним многолетний контракт.
24 января 2018 года Флорес был подписан клубом MLS «Портленд Тимберс». Его дебют в высшей лиге состоялся 4 марта в матче против «Лос-Анджелес Гэлакси». 28 октября в матче последнего тура сезона 2018 против «Ванкувер Уайткэпс» Флорес забил свой первый гол за «Портленд Тимберс». По окончании сезона 2020 «Портленд Тимберс» не продлил контракт с Флоресом.
27 августа 2021 года Флорес подписал контракт с клубом Чемпионшипа ЮСЛ «Рио-Гранде Валли Торос». За «Торос» он дебютировал 29 августа в матче против «ОКС Энерджи».

## Международная карьера
В 2008 года в товарищеском матче против сборной Тринидада и Тобаго Флорес дебютировал за сборную Сальвадора.
В 2011 году в составе национальной сборной Флорес принял участие в розыгрыше Золотого кубка КОНКАКАФ. На турнире он принял участие в матчах против сборных Панамы, Мексики, Кубы и Коста-Рики.
В 2013 году Андрес во второй раз принял участие в розыгрыше Золотого кубка КОНКАКАФ. На турнире он принял участие в матчах против сборных США, Гондураса, Гаити и Тринидада и Тобаго.
В 2015 году Флорес в третий раз принял участие в розыгрыше Золотого кубка КОНКАКАФ. На турнире он сыграл в матчах против сборных Канады и Ямайки.
В 2017 году Андрес в четвёртый раз принял участие в розыгрыше Золотого кубка КОНКАКАФ. На турнире он сыграл в матчах против команд Мексики и Кюрасао.
В 2019 году Андрес в пятый раз принял участие в розыгрыше Золотого кубка КОНКАКАФ.

## Тренерская карьера
23 февраля 2022 года Флорес завершил игровую карьеру и вошёл в штаб нового главного тренера «Портленд Тимберс 2» Шэннона Марри в качестве ассистента.

## Достижения
Командные
 «Исидро Метапан»
- Чемпион Сальвадора: клаусура 2009, клаусура 2010, апертура 2010, апертура 2011

 «Нью-Йорк Космос»
- Чемпион NASL: 2015, 2016
- Победитель регулярного чемпионата NASL: 2015, 2016